# Gonyleptidae
Gonyleptidae – rodzina pajęczaków z rzędu kosarzy i podrzędu Laniatores zawierająca ponad 800 opisanych gatunków i będąca tym samym drugą najliczniejszą rodziną kosarzy. 

## Opis
Przedstawiciele tej rodziny posiadają silnie rozwinięte biodra IV pary odnóży. Większość gatunków charakteryzuje, wyraźnie widoczna tarcza grzbietowa (scutum), przykrywająca głowotułów i odwłok. Wiele gatunków posiada podwójny ozopor. Nogogłaszczki o cylindrycznych segmentach są silnie pokryte kolcami. Na odnóżach IV pary zaznacza się wyraźny dymorfizm płciowy objawiający się w długości, pokryciu kolcami lub zagięciu ich bazalnych segmentów. Fallus z dobrze zaznaczonym polem brzusznym. Żołądź może posiadać brzuszne i/lub grzbietowe wyrostki.

## Biotop
Zamieszkują głównie lasy strefy tropikalnej, subtropikalnej i umiarkowanej. Niektóre gatunki bytują także w otwartej roślinności, jak pampa, cerrado czy caatinga. Tylko 3 znane gatunki są troglobiontami.

## Występowanie
Kosarze mają neotropikalny zasięg. Są rozprzestrzenione od południowych krańców Ameryki Południowej i Falkandów po Kostarykę i Gwatemalę w Ameryce Środkowej.

## Pokrewieństwo
Rodzina stanowi grupę siostrzaną dla Cosmetidae oraz jest blisko spokrewniona z Stygnidae i Cranaidae.

## Nazwa
Nazwa rodzaju Gonyleptes pochodzi od starogreckich słów gony, gonatos oznaczającego staw lub kolnao i leptos ozanaczającego cienki, delikatny.

## Systematyka
Rodzina zawiera obecnie 823 opisane gatunki zgrupowane w 284 rodzajach. Podzielona jest na 16 podrodzin:
- Ampycinae
- Bourguyiinae
- Caelopyginae
- Cobaniinae
- Goniosomatinae
- Gonyassamiinae
- Gonyleptinae
- Hernandariinae
- Heteropachylinae
- Metasarcinae
- Mitobatinae
- Pachylinae
- Pachylospeleinae
- Progonyleptoidellinae
- Sodreaninae
- Tricommatinae